# Shenavan (Armavir)
Pour les articles homonymes, voir Shenavan.
Shenavan (en arménien Շենավան ; jusqu'en 1946 Kolagarkh) est une communauté rurale du marz d'Armavir, en Arménie. Elle compte 1 812 habitants en 2009.